# Jones-Kanal
Der Jones-Kanal ist eine 13 km lange und zwischen 1,5 und 3 km breite Meerenge vor der Loubet-Küste des Grahamlands auf der Antarktischen Halbinsel. Er verläuft zwischen der Blaiklock-Insel und dem südlichen Abschnitt der Arrowsmith-Halbinsel und verbindet den Bigourdan-Fjord im Südwesten mit dem nördlichen Ende des Bourgeois-Fjords. Er war bei seiner Entdeckung vom Jones-Schelfeis ausgefüllt, das sich 2003 auflöste.
Benannt ist er nach dem britischen Geodäten Harold David Jones (1919–2004), der im Auftrag des Falkland Islands Dependencies Survey an der Vermessung des Kanals beteiligt war.